# Fourball
Fourball jest wariantem gry match play lub stroke play w golfie. Biorą w niej udział dwie dwuosobowe drużyny.
Każdy z graczy w drużynie rozgrywa dołek własną piłką, a jako wynik drużyny na danym dołku liczy się lepszy z wyników jej członków. Najbardziej znane turnieje wykorzystujące ten format to Ryder Cup, Solheim Cup, Presidents Cup, czy też Lexus Cup.